# Bonte wikke
Bonte wikke of zachte wikke (Vicia villosa) is een eenjarige plant uit de vlinderbloemenfamilie (Leguminosae oftewel Fabaceae). De soort komt in heel Europa voor op bouwland, langs wegen en op spoordijken. Vaak komt de plant in groepjes voor. De plant klimt met ranken via andere planten omhoog. Bonte wikke is een kruisbestuiver, die voor de bestuiving afhankelijk is van insecten. Bonte wikke lijkt veel op vogelwikke maar de plaat van de vlag is evenlang of langer dan de nagel. Bij de bonte wikke is deze korter dan de nagel.
De volgende ondersoorten kunnen onderscheiden worden:
- Vicia villosa subsp. villosa, zachte wikke
- Vicia villosa subsp. varia, bonte wikke

Deze twee ondersoorten onderscheiden zich van elkaar op beharing en bloemkleur, waarbij de bonte wikke een minder dichte, meer aanliggende beharing heeft dan zachte wikke en de bloemen van de bonte wikke korter en roodachtiger zijn dan die van de zachte wikke. Er komen echter ook veel tussenvormen voor.
De plant wordt tot 1,5 m hoog en is behaard met afstaande tot aangedrukte haren. Het blad is geveerd en bestaat uit zes tot twaalf paar deelblaadjes, die tot 6 mm breed, 2 cm lang en lancet- tot lijnlancetvormig zijn. Aan de top bevindt zich een al dan niet vertakte rank. De steunblaadjes zijn half-pijlvormig en de zijnerven springen aan de onderzijde niet uit.
De bonte wikke bloeit met langgesteelde, ongeveer 6 cm lange bloemtrossen van mei tot augustus. Een bloemtros bestaat uit twintig tot dertig bloempjes die paars tot blauwpaars zijn. De zwaarden kunnen iets lichter gekleurd zijn. De plaat van de vlag is korter dan de nagel. De bloem is langer dan 1 cm. De bovenste kelktanden van de bloem zijn veel korter dan de overige kelktanden.
De bonte wikke draagt een tot 6 cm lange, 1 cm brede, behaarde peul. De peul, die rijp bruin is, bevat vijf tot tien donkergekleurde, ronde zaden.